# Cesare Civita
Cesare Civita (New York, 4 settembre 1905 – Buenos Aires, 9 aprile 2005) è stato un editore italiano, celebre per le sue pubblicazioni a fumetti in Sud America.

## Biografia
Nacque a New York da genitori italiani ma torna presto con la famiglia a vivere a Milano dove cresce in una ricca famiglia di commercianti ebrei; dopo varie attività nel 1936 venne assunto nella redazione di una rivista della Mondadori e poco dopo divenne condirettore generale delle Edizioni Walt Disney Mondadori, società che si occupava della gestione delle pubblicazioni della Disney per la Mondadori; il ruolo lo mantenne anche nella Anonima Periodici Italiani (A.P.I.), l'azienda che venne fondata da Mondadori per la gestione di tutte le pubblicazioni periodiche; qui si occupò della gestione del fumetto americano oltre che della produzione di storie a fumetti italiani; con la collaborazione di Cesare Zavattini, renderà popolare il periodico Le Grandi Firme, avvalendosi della collaborazione per la creazione delle copertine del disegnatore Gino Boccasile, che darà vita alle Signorine Grandi Firme. Si sposa con Mina, dalla quale avrà tre figli: Adriana, Carlo e Barbara.
L'approvazione delle leggi razziali lo costringono nel 1938 a emigrare prima in Francia, dove per qualche tempo si occupa di pubblicazioni a fumetti; nel 1939 arriva a New York dove fonda una società di importazioni ed esportazioni, C. Civita & Co.. Anche qui si dedica all'editoria pubblicando produzioni di Pedrocchi e Zavattini come Saturno contro la Terra che riesce a far pubblicare nel 1940 sul mensile Future Comics; questo fu il primo fumetto italiano pubblicato in America. Successivamente si trasferisce in sud America come concessionario dei diritti delle pubblicazioni Disney.
In Argentina fondò poi, nel novembre 1941, assieme agli amici Alberto Levi e Paolo Terni, una casa editrice, la Editorial Abril, che diverrà la principale casa editrice del Sud America e il punto di nascita della scuola argentina del fumetto.
L'editore pubblica riviste di vario genere che raggiungono molto successo come ad esempio sull'automobilismo, come Corsa; le redazioni sono ricche di alte professionalità e l'editore possiede le macchine da stampa più moderne del periodo; la gestione è in mano alla famiglia con i figli e la moglie impiegati in posizione chiave. La casa editrice pubblica con successo anche l'edizione in spagnolo della collana americana Better Little Books, oltre a, dal luglio 1944, una lunga serie di riviste per bambini e adolescenti esordita con la serie El Pato Donald, seguito da altre come Salgari, Cinemisterio e Misterix.
Alla fine degli anni quaranta il successo delle pubblicazioni a fumetti è ormai consolidato e si decise di integrare il materiale acquistato in concessione dagli editori nordamericani ed europei, ormai insufficiente a riempire tutte le pubblicazioni, con quello da produrre in proprio, assumendo un gruppo di autori di origine italiana che girava intorno all'Asso di Picche, una pubblicazione antologica per la quale lavorarono autori come Hugo Pratt, Alberto Ongaro, Mario Faustinelli e Ivo Pavone che si trasferirono in sud America. Fra gli autori argentini che lavorarono per la sua casa editrice ci furono Héctor Oesterheld, Alberto Breccia oltre poi ad altri famosi autori come Dino Battaglia, Paul Campani e molti altri. Nacque così una "scuola italiana" in Argentina formata da autori che decisero di trasferirsi in Argentina al seguito di Civita a Buenos Aires come Pratt, Faustinelli e Ongaro, oltre ad altri che collaborarono rimanendo però in Italia come Campani e Battaglia. Con questo staff di autori italiani e sud americani, vennero ideate e pubblicate serie di successo come Misterix (1949), Gey Carioca (1950), Sergento Kirk (1953).
Negli anni settanta Civita e la sua famiglia subiscono pressioni da parte della giunta militare argentina e così, anche a causa di una sparatoria davanti a casa sua opera di ignoti, decide di ritirarsi a vita privata nel 1978 trasferendosi in Brasile. Morì a Buenos Aires il 9 aprile 2005.

## Riconoscimenti
- Premio per un documentario al Festival di Venezia.[4]